# ديماس ديلغادو مورغادو
ديماس ديلغادو مورغادو (بالبرتغالية: Dimas Teixeira‏) (16 فبراير 1969 بجوهانسبرغ في جنوب أفريقيا - ) هو لاعب كرة قدم برتغالي في مركز الدفاع، شارك في بطولة أمم أوروبا 1996 وبطولة أمم أوروبا 2000. وشارك مع منتخب البرتغال تحت 21 سنة لكرة القدم ومنتخب البرتغال لكرة القدم. أما مع النوادي، فقد لعب مع أولمبيك مارسيليا وإستريلا دا أمادورا وسبورتينغ لشبونة وستاندارد لييج وفيتوريا دي غيماريش ونادي أكاديميكا كويمبرا ونادي بنفيكا ونادي فنربخشة ويوفنتوس.

## مسيرته الكروية
لعب ديماس ديلغادو مورغادو خلال مسيرته الاحترافية مع 9 أندية في تسعة عشر موسمًا وسجل خلالها 28 هدفًا ضمن 367 مباراة. حيث فاز في موسمين بالكأس وفي ثلاثة مواسم بالدوري.
خاض ديماس ديلغادو مورغادو مسيرته مع نادي أكاديميكا كويمبرا في موسم 1987–88 واستمر معه طيلة ثلاثة مواسم، مشاركًا في 86 مباراة سجل خلالها 9 أهداف. ثم انتقل إلى نادي إستريلا دا أمادورا في موسم 1990–91 ولمدة موسمين، حيث شارك في 62 مباراة سجل خلالها 7 أهداف. لينتقل بعدها إلى نادي فيتوريا دي غيماريش في موسم 1992–93 ولمدة موسمين، مشاركًا في 60 مباراة سجل خلالها هدفين. ثم انتقل إلى نادي بنفيكا في موسم 1994–95 واستمر معه طيلة ثلاثة مواسم، مشاركًا في 68 مباراة سجل خلالها 4 أهداف. هذا وانتقل لاحقًا إلى نادي يوفنتوس في موسم 1996–97 واستمر معه طيلة ثلاثة مواسم، مشاركًا في 39 مباراة ولم يسجل أي هدف. ثم انتقل بعدها إلى نادي فنربخشة في موسم 1998–99 ولمدة موسمين، مشاركًا في 24 مباراة سجل خلالها 4 أهداف. ليعود وينتقل من جديد، لكن هذه المرة إلى نادي ستاندارد لييج في موسم 1999–00 لمدة موسم واحد، مشاركًا في 13 مباراة ولم يسجل أي هدف. لينتقل بعدها إلى نادي سبورتينغ لشبونة في موسم 2000–01 ولمدة موسمين، مشاركًا في 10 مباريات سجل خلالها هدفين. ثم لعب في نادي أولمبيك مارسيليا في موسم 2001–02 لمدة موسم واحد، مشاركًا في 5 مباريات ولم يسجل أي هدف.

## وصلات خارجية
- ديماس ديلغادو مورغادو على موقع الاتحاد الدولي (مؤرشف)  (الإنجليزية)
- ديماس ديلغادو مورغادو على موقع اتحاد تركيا (لاعب) (الإنجليزية)
- ديماس ديلغادو مورغادو على موقع قاعدة بيانات كرة القدم.إي يو (الإنجليزية)
- ديماس ديلغادو مورغادو على موقع بيانات كرة القدم. دي إي (الألمانية)
- ديماس ديلغادو مورغادو على موقع ناشيونال فوتبول تيمز (الإنجليزية)
- ديماس ديلغادو مورغادو على موقع عالم كرة القدم.نت (الإنجليزية)